# A Real Diamond in the Rough
A Real Diamond in the Rough è il ventiquattresimo album in studio del chitarrista statunitense Buckethead, pubblicato il 26 maggio 2009 dalla Hatboxghost Music.
L'album è stato dedicato al rappresentante legale del chitarrista, Stephen Diamond.

## Il disco
All'interno della sua sconfinata discografia, l'album si mostra tra i più piacevoli all'ascolto alternando brani energici a brani più leggeri, spaziando dal rock psichedelico alla musica d'ambiente.
Il brano Broken Mirror utilizza la stessa base di batteria presente nel brano d'apertura di Albino Slug, The Redeem Team. Invece, il brano The Return of Captain EO è un chiaro riferimento al cortometraggio di Michael Jackson Captain EO, nonché brano anticipatore dell'album Captain EO's Voyage, pubblicato verso la fine del 2010.

## Tracce
Musiche di Buckethead e Dan Monti.
1. Broken Mirror – 4:16
2. Big D's Touch – 4:11
3. Separate Sky – 2:58
4. Dawn Appears – 3:46
5. A Real Diamond in the Rough – 4:08
6. Sundial – 1:04
7. Squid Ink – 3:05
8. Four Rivers – 2:38
9. Allowed to Play – 1:55
10. Formless Present – 3:44
11. Squid Ink Part 2 – 0:56
12. The Miracle of Surrender – 5:37
13. The Return of Captain EO – 3:30

## Formazione
- Buckethead – chitarra
- Dan Monti – basso, missaggio[1]
- Brain – batteria (tracce 2, 4 e 7)